# Western Times
Western Times is een Engelstalige Indiase krant, die wordt uitgegeven in de deelstaat Gujarat. Het blad werd in 1967 opgericht door Ramubhai Patel. De huidige uitgever/hoofdredacteur is Nikunj R. Patel. Het blad is gevestigd in Ahmedabad.